# Hypena armenialis
Hypena armenialis är en fjärilsart som beskrevs av Otto Staudinger 1901. Hypena armenialis ingår i släktet Hypena och familjen nattflyn. Inga underarter finns listade i Catalogue of Life.